# 4つの小品 (ベルク)
4つの小品（ドイツ語:Vier Stücke für Klarinette und Klavier）作品5は、アルバン・ベルクの作曲したクラリネットとピアノのための室内楽曲。

## 概要
1913年作曲。しかし師アルノルト・シェーンベルクは評価せず、また同年アルテンベルク歌曲集の初演が大騒動となったあおりを受けて発表は遅れた。初演は1919年11月17日に私的演奏協会の演奏会において、ウィーン・フォルクスオーパーのクラリネット奏者フランツ・プレム（Franz Prem）とエドゥアルト・シュトイアーマンによって行われ、好評を得た。1924年にウニヴェルザール出版社から出版され、シェーンベルクに献呈された。
無調で書かれた各曲の規模はきわめて小さく、シェーンベルクの『6つのピアノ小品』Op.19やアントン・ウェーベルンの諸作にみられる「警句的」な様式を持つ。凝縮された形式の中に豊かな音楽的感興と創意が見られ、クラリネットのための20世紀に書かれた名作としてよく取り上げられる。

## 楽曲構成
全曲通しての演奏時間は7-8分程度。ルネ・レイボヴィッツによると、各曲を古典的な4楽章構成（ソナタ形式、アダージョ、スケルツォ、ロンド）に当てはめることもできる。
第1曲 中庸の速度で（Mäßig）
全12小節。4/4拍子。冒頭のクラリネットに現れる二つの動機を変容させながら進む。クライマックスに至ると、クラリネットのG音とピアノの四度和音を繰り返しながら消えていく。
第2曲 きわめて遅く（Sehr langsam）
全9小節。4/4拍子。ピアノの奏するオスティナート風の和音の上でクラリネットが自由に歌う。
第3曲 きわめて速く（Sehr rasch）
全18小節。6/8拍子。スタッカートの音形とフラッターツンゲが効果的に響く。中間では大幅にテンポを落とす。
第4曲 遅く（Langsam）
全20小節。4/4拍子。ピアノのオスティナートとクラリネットの奏する動機とが交錯する。最後にはピアノの共鳴音が響く中、クラリネットが冒頭動機の反行形を最弱音で奏する。